# Johann Caspar Odontius
Johann Caspar Odontius oder Zahn (auch Johann Odontius; * 9. Dezember 1580 in Altdorf bei Nürnberg; † 7. Juli 1626 ebenda) war ein deutscher Astronom, Mathematiker und Kalendermacher.

## Leben
Odontius war Sohn des Humanisten und Gymnasiallehrers in Altdorf Caspar Odontius (Zahner) (1547–1584). Er wurde zunächst durch seinen Vater ausgebildet, besuchte ab 1596 das Gymnasium von Altdorf und durchlief ab 1599 die philosophischen Studien der Altdorfer Akademie. 1600 wurde er Bakkalaureus und 1603 erlangte er den Magistergrad. Anschließend widmete er sich dem Studium der Theologie und dann durch Johannes Praetorius angeregt der Mathematik. Durch ihn kam er 1605 auch nach Prag zu Johannes Kepler, dem er bis 1606 als Gehilfe zur Seite stand. Von dort zurückgekehrt widmete er sich erneut der Theologie und wirkte zudem auch als Prediger.
Odontius wurde am 2. Mai 1611 zum Präzeptor an der Altdorfer Akademie ernannt. Er unterrichtete zunächst die dritten Klassen, wurde aber 1621 in die vierten Klassen zurückversetzt. 1614 folgte er seinem Lehrer Praetorius im Amt des Nürnberger Kalenderschreibers, 1619 wurde ihm der Titel Nürnberger Astronomus verliehen. Im Zuge der Erhebung der Altdorfer Akademie zur Universität wurde 1624 der Lehrstuhl für Mathematik von Praetorius in eine Professur für die höhere Mathematik aufgespalten, die Petrus Saxonius erhielt, und in eine Professur für niedere Mathematik, die Odontius übertragen wurde. 1618 und 1625 stand er als Dekan der Philosophischen Fakultät vor. Er starb plötzlich an einem Steckfluss.

## Werke (Auswahl)
- SchreibCalender, Fuhrmann, Nürnberg 1608.
- SchreibCalender, Lauer, Nürnberg 1609–1627.
- Astrologisches judicium ad 1613, Nürnberg 1612.
- Komētakribographia: das ist: eygentliche, gründliche Beschreibung deß im November und December erschienenen Cometen, im 1618. Jahr Jesu Christi, Lauer, Nürnberg 1619.